# Mateo Casanova (músico)
Mateo Casanova, de nombre completo Mateo Prado Casanova, también como Cassanoua, (fl., 1648-1714) fue un compositor y maestro de capilla español.

## Vida
Se desconoce la fecha y el lugar de nacimiento de Casanova. Ninguno de los musicólogos clásicos, Saldoni, Pedrell, Barbieri o Soriano Fuentes, menciona a Casanova.
Las primeras noticias que se tienen de Casanova son de su magisterio en la Colegiata de Vitoria de 1684. Se desconoce la fecha de su nombramiento.
El 6 de marzo de 1688 fue nombrado maestro de capilla de la Catedral de Santo Domingo de la Calzada. Casanova había solicitado el magisterio, que le fue concedido con un sueldo de 1600 reales y una casa «de balde». Pocas semanas después ya solicitaba al cabildo nuevas voces para reformar el pobre estado de la capilla de música.
En 1694 fue despedido por el cabildo por «excesos cometidos en el coro» y se le exigieron devolver las partituras que tuviese en casa. Sin embargo, la relación con el cabildo se mantuvieron buenas y Casanova realizó diversas composiciones para la Catedral, lo que se refleja en los pagos que aparecen en las actas capitulares el 15 de abril, 11 de junio y el 8 de julio de 1695. El sucesor de Casanova en el magisterio de Santo Domingo de la Calzada, Matías Durango, llegó a revisar dos libros de salmos, motetes e himnos de Casanova para su compra por el cabildo.
En 1702 se realizaron unas oposiciones para el magisterio de la Catedral de León al que se presentaron los maestros de Mondoñedo, Orense y Daroca, además de Casanova, que finalmente consiguió el cargo. Las oposiciones de la metropolitana leonesa se realizaban sin la presencia de los maestros, que enviaban sus composiciones por correo para ser calificadas.

Se pasó a votar por habas secretas y reguladas, salió canónicamente por maestro de capilla D. Mateo Casanova con las condiciones que se expresaron.
Actas capitulares de la Catedral de León, 1702

Por lo que se puede entrever de las actas capitulares, las relaciones con el capítulo fueron buenas, al contrario que con otros maestros leoneses de los siglos XVII y XVIII. Permaneció en León por diez años, hasta 1712.

Leyóse una petición del maestro de capilla, en que dice hallarse con carta de la Santa Iglesia Catedral de Huesca, escrita por el señor Deán en su nombre con que le participa cómo el Cabildo en la elección de Maestro de Capilla le ha elegido para que le sirva. Y aunque reconoce  el favor singular, lo atribuyó a ser criado en esta iglesia y a lo que siempre nos honra a todos: ‹y porque la poca salud de mi consorte es bien notoria, me hallo en el ánimo de aceptar dicha plaza presidiendo la licencia y beneplácito de V. S., a quien suplico se digne concedérmela usando de su grandeza perdonar mi falta y dar orden al administrador de la fábrica o al Sr. que V. S. juzgue para que reciba los libros y papeles de música y alhajas del colegio que se me entregaron con recibos y en todo recibí en manos de V. S., quien estando enteramente satisfecho servirá mi gratitud con cinco cuadernos impresos que contienen himnos de de todo el año, diferentes misas y otros dos manuscritos con dos misas solemnes, en reconocimiento de las muchas honras recibidas. [...] quedando toda mi vida con la obligación de pedir a Dios› [...]
Actas capitulares de la Catedral de León, 22 de octubre de 1712

Del texto se deduce que Casanova era seglar, puesto que habla de su esposa, hecho poco común entre los maestros de capilla que solían ser religiosos para poder acceder a los beneficios eclesiásticos. También se mencionan cuadernos de composiciones que Casanova entrega al cabildo, de que desgraciadamente ninguno se ha conservado.
Mateo Casanova permaneció en el magisterio de la Catedral de Huesca del 15 de diciembre de 1712 a abril de 1714, sucedido por un tal Vidal, del que solo se sabe el apellido.

## Obra
Ninguno de los cuadernos mencionados anteriormente se han conservado, o por lo menos han sido identificados. Se conserva una obra de Casanova, en la Catedral de Barbastro; se trata de una misa a ocho voces: Misa de Batalla sobre la Misa a 5 de Guerrero. Es posible que el Iste Confessor Domini, In festo Sancti Dominici Calceatensis, ad Vesperas, Hymnus conservado en la Biblioteca de Cataluña, firmadas por el «Maestro Cassanoua», sean de Mateo Casanova.